# Nancy Spungen
Nancy Laura Spungen (ur. 27 lutego 1958 w Filadelfii, zm. 13 października 1978 w Nowym Jorku) – amerykańska groupie pochodzenia żydowskiego, najbardziej znana jako dziewczyna Sida Viciousa, basisty punkrockowego zespołu Sex Pistols.

## Życiorys
Urodziła się w 1958 roku na przedmieściach Filadelfii. W wieku 11 lat u Nancy zdiagnozowano schizofrenię. W 1975 roku 17-letnia wówczas Nancy porzuciła Uniwersytet Kolorado i przeniosła się do Nowego Jorku. Brała wtedy narkotyki i sypiała z muzykami. Początkowo podążała między innymi za amerykańskimi zespołami: New York Dolls, Ramones, Aerosmith i The Heartbreakers w trakcie Ich tras koncertowych. 

### Sid i Nancy
Sid i Nancy poznali się w Londynie, dokąd Nancy wybrała się za zespołem The Heartbreakers. Przebywając w Londynie postawiła sobie cel - „przespać się z Sex Pistols”. Początkowo chciała nawiązać kontakt z frontmanem zespołu Johnnym Rottenem, ale kiedy ten nie okazał jej zainteresowania, nawiązała bliższą znajomość z Sidem. Krótko potem zamieszkali razem. Ich związek był szeroko komentowany w brytyjskich mediach i wzbudzał wiele emocji wśród fanów zespołu. Pod wpływem Nancy, Sid zaczynał coraz bardziej oddalać się od pozostałych członków kapeli. 
Toksyczny związek Sida i Nancy przepełniony był narkotykowymi ekscesami, przemocą i ciągłymi kłótniami. Za sprawą Nancy, Sid popadł w uzależnienie od heroiny, co miało negatywny wpływ na jakość koncertów zespołu.
W roku 1978 Sex Pistols pojechali na ostatnią trasę koncertową do USA. Ostatecznie kryzys w zespole doprowadził do zawieszenia działalności Sex Pistols. 18 stycznia 1978 Johnny Rotten w wywiadzie dla amerykańskiej prasy ogłosił koniec działalności zespołu.  
W sierpniu 1978 para wprowadziła się do Hotelu Chelsea, w którym zatrzymywały się gwiazdy muzyki: Bob Dylan, Patti Smith, Janis Joplin i Jimi Hendrix.

### Śmierć
12 października 1978 około godz. 10.30 Nancy została znaleziona martwa w łazience nowojorskiego hotelu Chelsea. Obsługę hotelową zawiadomił odurzony narkotykami Sid Vicious. Wkrótce na miejsce zdarzenia przybyli lekarze i policja. Ciało Nancy Spungen znaleziono na podłodze w łazience pokoju numer 100. Według świadka, który widział moment zatrzymania Sida przez funkcjonariuszy, partner Nancy był zszokowany tym co się stało, jednakże miał przyznać się do zbrodni mówiąc policjantom: „Zabiłem ją. Nie potrafię bez niej żyć”. Wkrótce Sid został przewieziony do więzienia. W trakcie przesłuchań wielokrotnie zmieniał wersje zdarzeń: czasem twierdził, że to on dźgnął Nancy, potem utrzymywał, że nadziała się na nóż. Później zaprzeczał swoim wcześniejszym zeznaniom mówiąc, że nic nie pamięta, bo był wtedy odurzony narkotykami. 16 października 1978 Sid Vicious wyszedł z aresztu za kaucją wpłaconą przez byłego menadżera Sex Pistoles - Malcolma McLarena. Kaucja wynosiła 50 tys. dolarów. 
Sekcja zwłok, wykazała, że Nancy Spungen zmarła z powodu krwotoku zewnętrznego i wewnętrznego spowodowanego szerokim na 1 cal nacięciem w podbrzuszu.